# Schnappverbindung

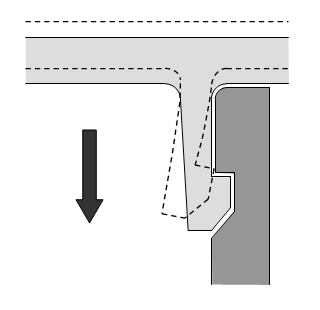
Schnapphaken

Schnappverbindungen sind Funktionselemente zum lösbaren und unlösbaren, einfachen formschlüssigen Fügen von Bauteilen. Dabei verformt sich ein Fügeteil elastisch und verhakt anschließend lösbar oder unlösbar. Es liegt also ein Formschluss vor. Es gibt verschiedene Ausführungen:
- Schnapphaken
- Kugelgelenkverbindung („Schnappkugel“)
- Ringschnappverbindungen („Schnappzylinder“)

Bei Schnappverbindungen wird die Elastizität der Werkstoffe, meistens Kunststoffe oder Federstahl, für die Verbindung zweier Bauteile ausgenutzt.
Eingesetzt werden sie in hohem Maße in der industriellen Massenproduktion im Automobilsektor und der Konsumgüterindustrie, wo durch Funktionsintegration signifikante Einsparungen in Montageprozessen ermöglicht werden.
Druckknöpfe und  Klickschnallen können als eine Art Schnappverbindung gesehen werden.
Plastikkabelbinder verwenden typischerweise einen Schnapphaken.